# Коулмен, Нэнси
Нэ́нси Ко́улмен (англ. Nancy Coleman; 30 декабря 1912[…], Эверетт, Вашингтон — 18 января 2000[…], Brockport, Нью-Йорк) — американская актриса радио, театра, кино и телевидения. В кинематографе работала на студию Warner Bros.

## Биография
Нэнси Коулмен родилась 30 декабря 1912 года в городе Эверетт (штат Вашингтон, США). Отец — Чарльз Самнер Коулмен, главный редактор газеты The Everett Herald на протяжении 30 лет; мать — Грейс Шарплесс Коулмен, скрипачка. После средней школы Нэнси окончила старшую школу города. После этого она окончила Колледж искусств и наук при Вашингтонском университете по специальности «Английский язык» с отличием и была приглашена для дальнейшего обучения в Колледж учителей при Колумбийском университете в Нью-Йорке. Девушка уехала на другой конец страны, начала обучение, но вскоре по неизвестной причине в 1936 году бросила его и снова уехала на другой конец страны, в Сан-Франциско, где устроилась на работу лифтёром в торговом центре.
С 1941 года Коулмен начала сниматься в кино, с 1950 года — в телесериалах. Её карьера актрисы закончилась в 1958 году, после чего она лишь разово появилась на экранах в 1961, 1969 и 1976 годах.
Нэнси Коулмен скончалась 18 января 2000 года в деревне Брокпорт (штат Нью-Йорк).

### Личная жизнь
16 сентября 1943 года Коулмен вышла замуж за рекламного режиссёра студии Columbia Pictures Уитни Болтона. Пара прожила вместе 26 лет до самой смерти мужа в 1969 году. От брака остались дочери-близнецы, Чарла Элизабет и Грания Тереза (1944 — ?).

## Бродвейский театр
- 1941 — Либерти Джонс / Liberty Jones — Либерти Джонс
- 1952 — Священное пламя[англ.] / The Sacred Flame — медсестра Уэйленд
- 1955 — Часы отчаяния[англ.] / The Desperate Hours — Элеанора Хиллард

## Избранная фильмография
| - 1942 — Кингс-Роу / Kings Row — Луиза Гордон - 1942 — Весёлые сёстры / The Gay Sisters — Сюзанна Гейлорд - 1942 — Отчаянное путешествие / Desperate Journey — Кит Брамс - 1943 — Край тьмы / Edge of Darkness — Катя - 1944 — В наше время / In Our Time — Джанина Орвид - 1946 — Преданность / Devotion — Энн Бронте - 1946 — Секрет её сестры / Her Sister's Secret — Антуанетта «Тони» ДюБуа - 1947 — Насилие / Violence — Энн Дуайр (Мейсон), репортёр под прикрытием - 1947 — Траур к лицу Электре / Mourning Becomes Electra — Хейзел Найлс - 1969 — Рабы / Slaves — миссис Стиллуэлл | - 1950 — Роберт Монтгомери представляет / Robert Montgomery Presents — Мона Стивенс (в эпизоде Pitfall) - 1950 — Телевизионный театр Крафта / Kraft Television Theatre — Джин Ричи (в эпизоде The Wind Is Ninety) - 1952 — Видео-театр «Люкс» / Lux Video Theatre — миссис Олдрид (в эпизоде The Lesson) - 1952—1953 — Сказки завтрашнего дня / Tales of Tomorrow — разные роли (в 3 эпизодах) - 1953—1954 — Доблестная леди / Valiant Lady — Хелен Эмерсон (в 256 эпизодах) - 1956 — Витрина продюсеров / Producers' Showcase — Генриетта Молтон-Барретт (в эпизоде The Barretts of Wimpole Street) - 1961 — Пьеса недели / The Play of the Week — Бетти (в эпизоде Black Monday) - 1976 — Хроники Адамса / The Adams Chronicles — Абигейл Брук Адамс, жена Чарльза Адамса - 1976 — Надежда Райан / Ryan's Hope — сестра Мэри Джоэль (в 6 эпизодах) |